# NGC 4111
NGC 4111 è una galassia lenticolare situata nella costellazione dei Cani da caccia. Dista dalla Via Lattea circa 45 milioni di anni-luce. Fa parte della componente a sud dell'Ammasso dell'Orsa Maggiore.
Si presenta come un fuso elongato in senso NW-SE, in un campo ricco di altre galassie; per individuarla è sufficiente un telescopio rifrattore da 120 mm di apertura. Il nucleo è evidente in telescopi di dimensioni maggiori, e si presenta come un rigonfiamento al centro della scia luminosa; si tratta dunque di una galassia lenticolare, struttura intermedia tra una spirale e un'ellittica, vista di taglio (edge-on).
È una galassia attiva del tipo a linee di emissione a bassa ionizzazione (LINER)
Dal nucleo centrale si dipartono delle strutture filamentose perpendicolari, con la morfologia di un anello polare, costituite da gas e polveri che rappresentano quanto resta di una galassia nana inglobata da NGC 4111 in tempi remoti.